# Битва на реке Орели
Битва на реке Орели — сражение в 1184 году между войсками русских княжеств и половцами, выигранное русскими князьями. Произошло в правление в Киеве Святослава Всеволодовича, несколькими годами ранее широко использовавшим союзные половецкие войска (в том числе под предводительством ханов Кончака и Кобяка) для утверждения на киевском княжении в борьбе против своих смоленских противников. Сражение стало кульминацией первого за период с 1168 года наступательного движения русских князей в русско-половецком противостоянии.

## Датировка
Киевская летопись датирует сражение 6691 годом, а Лаврентьевская летопись — 6693-м. Согласно сравнительного анализа, предпринятого Бережковым Н. Г., сражение произошло в 1184 году, а февральский поход Кончака на Русь, помещённый в Киевской летописи в статью под 6691 годом, и поражение Кончака на Хороле 1 марта, помещённое в статью под 6692 годом, являются одним событием, относящимся также к 1184 году.

## Поход
В походе участвовали войска Киевского (включая чёрных клобуков), Переяславского, Волынского, Туровского и Галицкого княжеств. Ольговичи прислали сообщение, что они не могут идти в земли бассейна нижнего Днепра, оставляя далеко в тылу беззащитными свои земли, и что готовы присоединиться к походу на Суле в том случае, если Святослав поведёт войска в степь через Переяславское княжество. Но Святослав не стал менять первоначальный план, продолжил двигаться вниз по Днепру правым, западным берегом. Но лукоморские половцы, на которых был направлен поход, уклонились от столкновения, и тогда на Инжире броде Святослав перешёл на левую (согласно летописи ратную) сторону Днепра, и там лукоморские половцы уже вместе с бурчевичами решились на столкновение.
Первое столкновение с половцами провели передовые отряды (в чьём составе традиционно действовали и чёрные клобуки) во главе с Владимиром Переяславским, сыновьями Святослава Глебом и Мстиславом, Мстиславом Романовичем и Глебом Юрьевичем Дубровицким. Опрокинув передовые отряды противника, русский авангард остановился, и вскоре подвергся стрелковой атаке подошёдших основных сил половцев во главе с ханом Кобяком. Завязался бой, в который Святослав и Рюрик вскоре бросили и основные русские силы. Половцы понесли огромные потери убитыми и пленными. В плен в числе других ханов попал и сам Кобяк, который вскоре, по выражению автора «Слова о полку Игореве», «пал в граде Киеве, в гриднице Святославовой».

## Последствия
В результате битвы одна из двух основных половецких группировок причерноморских степей была разгромлена, её глава попал в плен. Всего было убито или взято в плен 18 половецких генералов. 
Битва на реке Орели стала последним крупным сражением русско-половецких войн. После 1185 года основная борьба велась в пограничном Поросье второстепенными силами. Половцы продолжали проникать вглубь Руси и участвовать в битвах только вместе с войсками одной из противоборствующих группировок русских князей.
Узнав об удачном походе союзных сил, Игорь Святославич с братом Всеволодом и племянником Святославом в том же году провёл поход на половецкие кочевья вблизи реки Мерл, а также перехватил половецкий отряд из 400 чел., собиравшийся предпринять набег на русские земли.

## Список русских князей-участников битвы
1. Святослав Всеволодович Киевский
2. Рюрик Ростиславич Белгородский
3. Глеб Святославич
4. Мстислав Святославич
5. Владимир Глебович Переяславский
6. Всеволод Ярославич Луцкий
7. Мстислав Ярославич Немой
8. Мстислав Романович
9. Изяслав Давыдович
10. Мстислав Всеволодович Городенский
11. Ярослав Юрьевич Пинский
12. Глеб Юрьевич Дубровицкий
13. Мстислав Владимирович

## Список пленённых и убитых половецких ханов
1. Кобяк Карлыевич и два его сына (попали в плен)
2. Изай Билюкович (попал в плен)
3. Тоглый и его сын (попали в плен)
4. Осолук (попал в плен)
5. Башкорд или Башкарт (попал в плен)
6. Бокмиш (попал в плен)
7. Барак (попал в плен)
8. Тарх (попал в плен)
9. Данила (попал в плен)
10. Сдвак Колобичский (попал в плен)
11. Корязь Колотанович (попал в плен)
12. Глеб Тиреевич (убит)
13. Торсук (убит)
14. Искан (убит)
15. Алак (убит)
16. Атурий и его сын (убиты)
17. Тетий и его сын (убиты)
18. Турундий (убит)  к тому других много из них без числа погибло. [3]